# Загулин, Сергей Павлович
Сергей Павлович Загулин (7 сентября 1961, Кингисепп) — советский и российский футболист, российский мини–футболист и тренер. Мастер спорта России международного класса.

## Карьера
Воспитанник ленинградского футбола. В армии служил в команде «Касансаец», затем 3 года выступал за «Металлург» (Магнитогорск). Откуда вернулся в родной Кингисепп, но с распадом СССР перешёл в эстонский клуб «Транс» (Нарва).
В 1989—1992	годах играл в заводской команде «Фосфорит» (Кингисепп).
В 1993 году перешёл в мини-футбольный новгородский клуб высшей лиги «Заря». В 1995 году занял третье место, в составе сборной Кингисеппа, на «Кубке мэра Нарвы 2015».

## Клубная статистика
| Выступление              | Выступление      | Выступление      | Лига | Лига | Кубок | Кубок | Итого | Итого |
| Клуб                     | Лига             | Сезон            | Игры | Голы | Игры  | Голы  | Игры  | Голы  |
| ------------------------ | ---------------- | ---------------- | ---- | ---- | ----- | ----- | ----- | ----- |
| Касансаец                | вторая           | 1984             | 28   | 4    | —     | —     | 28    | 4     |
| Касансаец                | вторая           | 1985             | —    | —    | —     | —     | 0     | 0     |
| Касансаец                | Итого            | Итого            | 28   | 4    | —     | —     | 28    | 4     |
| Металлург (Магнитогорск) | вторая           | 1986             | 24   | 1    | —     | —     | 24    | 1     |
| Металлург (Магнитогорск) | вторая           | 1987             | 31   | 4    | —     | —     | 31    | 4     |
| Металлург (Магнитогорск) | вторая           | 1988             | 18   | 1    | —     | —     | 18    | 1     |
| Металлург (Магнитогорск) | Итого            | Итого            | 73   | 6    | —     | —     | 73    | 6     |
| Транс (Нарва)            | мейстрилига      | 1992/93          | 10   | 2    | —     | —     | 10    | 2     |
| Транс (Нарва)            | мейстрилига      | 1993/94          | 2    | 0    | —     | —     | 2     | 0     |
| Транс (Нарва)            | Итого            | Итого            | 12   | 2    | —     | —     | 12    | 2     |
| Всего за карьеру         | Всего за карьеру | Всего за карьеру | 109  | 12   | —     | —     | 109   | 12    |